# Unavené světlo
Unavené světlo (anglicky tired light) je třída hypotetických mechanismů červeného posuvu, která byla navržena jako alternativní vysvětlení pro vztah červeného posuvu a vzdálenosti. Tyto modely byly navrženy jako alternativy k modelům zahrnujícím expanzi vesmíru. Koncept byl poprvé navržen v roce 1929 Fritzem Zwickym, který naznačil, že pokud by fotony ztrácely energii v průběhu času prostřednictvím srážek s jinými částicemi pravidelným způsobem, vzdálenější objekty by se jevily červenější než ty blíže.
Zwicky uznal, že jakýkoli druh rozptylu světla by rozmazal obrazy vzdálených objektů více, než co je pozorováno. Navíc, povrchová jasnost galaxií vyvíjejících se v čase, časová dilatace kosmologických zdrojů a tepelné spektrum kosmického mikrovlnného pozadí byly pozorovány – tyto efekty by neměly být přítomny, pokud by kosmologický červený posuv byl způsoben jakýmkoli mechanismem rozptylu unaveného světla. Navzdory periodickému přehodnocování tohoto konceptu nebylo do roku 2008 unavené světlo podpořeno (ani vyvráceno) pozorováními a zůstává okrajovým tématem v astrofyzice. Roku 2024 se objevila studie z novějších pozorování, která unavené světlo vysvětluje.

## Historie a přijetí
Unavené světlo byla myšlenka, která vznikla v důsledku pozorování Edwina Hubblea, že vzdálené galaxie mají červený posuv úměrný jejich vzdálenosti. Červený posuv je posun v spektru emitovaného elektromagnetického záření z objektu směrem k nižším energiím a frekvencím, spojený s jevem Dopplerova efektu. Pozorovatelé spirálních mlhovin, jako byl Vesto Slipher, zjistili, že tyto objekty (nyní známé jako samostatné galaxie) obecně vykazovaly červený posuv spíše než modrý posuv bez ohledu na to, kde se nacházely. Protože vztah platí ve všech směrech, nelze ho připsat normálnímu pohybu vzhledem k pozadí, které by ukazovalo směs červených a modrých posuvů. Vše se pohybuje od galaxie Mléčné dráhy. Hubbleův přínos spočíval v tom, že ukázal, že velikost červeného posuvu silně koreluje se vzdáleností galaxií.
Na základě Slipherových a Hubbleových dat si v roce 1927 Georges Lemaître uvědomil, že tato korelace by mohla odpovídat nestacionárním řešením rovnic Einsteinovy teorie gravitace, Friedmann–Lemaîtrovým řešením. Lemaîtrov článek byl však oceněn až po Hubbleově publikaci v roce 1929. Univerzální vztah červeného posuvu a vzdálenosti v tomto řešení je přičítán efektu, který má expandující vesmír na foton cestující po nulovém prostorovém intervalu (také známý jako „světelná“ geodetická dráha). V této formulaci stále existoval analogický efekt Dopplerova efektu, ačkoli relativní rychlosti je třeba zacházet opatrněji, protože vzdálenosti lze definovat různými způsoby v expandujícím vesmíru.
Ve stejnou dobu byly navrženy další vysvětlení, která nebyla v souladu s obecnou relativitou. Edward Milne navrhl vysvětlení kompatibilní se speciální relativitou, ale nikoli s obecnou relativitou, že došlo k obrovskému výbuchu, který by mohl vysvětlit červené posuvy (viz Milneův vesmír). Jiní navrhovali, že systematické efekty by mohly vysvětlit korelaci červeného posuvu a vzdálenosti. V tomto směru navrhl v roce 1929 Fritz Zwicky mechanismus „unaveného světla“. Zwicky navrhl, že fotony by mohly pomalu ztrácet energii, když cestují obrovskými vzdálenostmi skrz statický vesmír interakcí s hmotou nebo jinými fotony nebo nějakým novým fyzikálním mechanismem. Vzhledem k tomu, že snížení energie odpovídá zvýšení vlnové délky světla, tento efekt by produkoval červený posuv ve spektrálních liniích, které se zvětšují proporcionálně se vzdáleností zdroje. Termín „unavené světlo“ zavedl Richard Tolman na počátku 30. let 20. století jako způsob, jak tento nápad označit. Helge Kragh poznamenal: „Zwickyho hypotéza byla nejznámější a nejpropracovanější alternativou k rozpínajícímu se vesmíru, ale zdaleka nebyla jediná. Více než tucet fyziků, astronomů a amatérských vědců navrhlo ve 30. letech 20. století myšlenky unaveného světla, které měly společné předpoklady interakce mlhovinových fotonů s mezigalaktickou hmotou, které jí předávaly část své energie." Kragh zmínil zejména Johna Quincy Stewarta, Willama Duncana MacMillana a Walthera Nernsta.
Mechanismy unaveného světla byly mezi navrhovanými alternativami k velkému třesku a teorii stacionárního stavu, obě založené na obecně relativistické expanzi vesmíru ve FRW metrice. V polovině dvacátého století většina kosmologů podporovala jeden z těchto dvou paradigmat, ale bylo několik vědců, zejména těch, kteří pracovali na alternativách k obecné relativitě, kteří pracovali s alternativou unaveného světla. Jak se v pozdním dvacátém století rozvíjela disciplína pozorovací kosmologie a s ní související data se stávala četnějšími a přesnějšími, velký třesk se stal kosmologickou teorií, která byla nejvíce podporována pozorovacími důkazy, a zůstává akceptovaným konsenzuálním modelem s aktuální parametrizací, která přesně specifikuje stav a vývoj vesmíru. Ačkoli jsou návrhy „kosmologií unaveného světla“ nyní více méně odsouzeny do historie, jako zcela alternativní návrh byly kosmologie unaveného světla považovány za vzdálenou možnost hodnou určité pozornosti v kosmologických textech až do 80. let 20. století, přestože byly mainstreamovými astrofyziky zamítány jako nepravděpodobné a ad hoc návrhy.

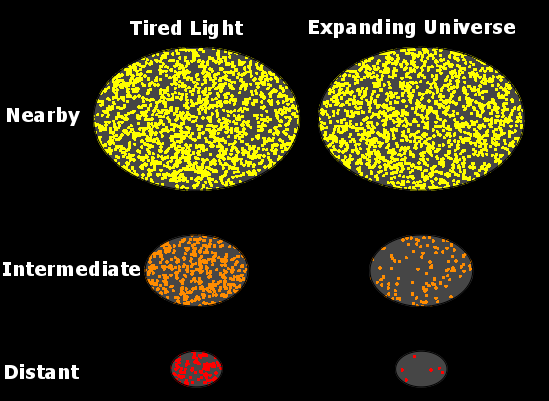
Tolmanův test povrchové jasnosti vylučuje vysvětlení unaveného světla pro kosmologický červený posuv.

Od 90. let 20. století a na začátku 21. století řada falzifikujících pozorování ukázala, že hypotézy „unaveného světla“ nejsou životaschopnými vysvětleními pro kosmologické červené posuvy. Například v statickém vesmíru s mechanismy unaveného světla by povrchová jasnost hvězd a galaxií měla být konstantní, to znamená, že čím dál je objekt, tím méně světla dostáváme, ale jeho zdánlivá plocha se také zmenšuje, takže světlo, které dostáváme, dělené zdánlivou plochou by mělo být konstantní. V expandujícím vesmíru povrchová jasnost s vzdáleností klesá. Jak se pozorovaný objekt vzdaluje, fotony jsou emitovány nižší rychlostí, protože každý foton musí urazit vzdálenost, která je o něco delší než ta předchozí, zatímco jeho energie se trochu sníží kvůli rostoucímu červenému posuvu na větší vzdálenost. Na druhé straně se v expandujícím vesmíru objekt jeví jako větší, než ve skutečnosti je, protože byl blíže k nám, když fotony začaly svou cestu. To způsobuje rozdíl v povrchovém jasu objektů mezi statickým a expandujícím vesmírem. To je známé jako Tolmanův test povrchové jasnosti, který ve studiích favorizuje hypotézu expandujícího vesmíru a vylučuje statické modely unaveného světla.
Červený posuv je přímo pozorovatelný a kosmologové jej používají jako přímé měřítko zpětného času. Často odkazují na věk a vzdálenost objektů ve smyslu červeného posuvu spíše než let nebo světelných let. V takové škále odpovídá Velký třesk červenému posuvu nekonečna. Alternativní teorie gravitace, které nemají ve své struktuře expandující vesmír, potřebují alternativu k vysvětlení korespondence mezi červeným posuvem a vzdáleností, která je sui generis k expandujícím metrikám obecné relativity. Takové teorie jsou někdy označovány jako „kosmologie unaveného světla“, ačkoli ne všichni autoři si jsou nutně vědomi historických předchůdců.

## Specifické falzifikované modely

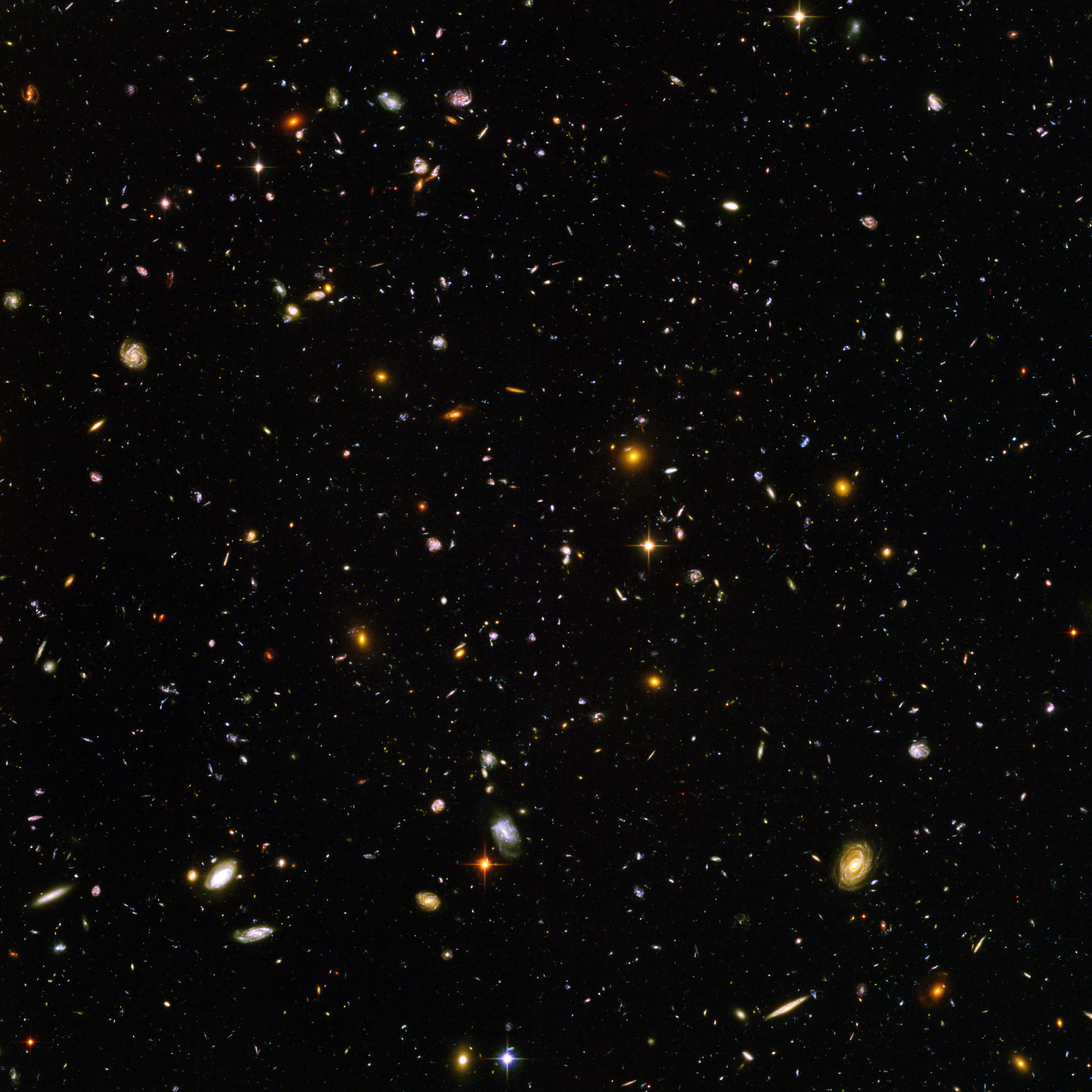
Hubbleovo ultra hluboké pole je obraz galaxií, které jsou vzdálené více než 10 miliard světelných let. Pokud by unavené světlo bylo správným vysvětlením, tyto galaxie by se jevily rozmazané ve srovnání s bližšími galaxiemi. Skutečnost, že tomu tak není, vylučuje možnost, že rozptylové procesy způsobují vztah červeného posuvu a vzdálenosti.

Obecně platí, že jakýkoli mechanismus „unaveného světla“ musí řešit některé základní problémy, protože pozorovaný červený posuv musí:
- být stejný při měření v jakémkoli vlnovém pásmu
- neprojevovat rozmazání
- následovat podrobný Hubbleův vztah pozorovaný u dat o supernovách (viz zrychlující se vesmír)
- vysvětlit související časovou dilataci kosmologicky vzdálených událostí.

V průběhu let bylo navrženo několik mechanismů unaveného světla. Fritz Zwicky ve své práci navrhující tyto modely prozkoumal řadu vysvětlení červeného posuvu, některá sám vyloučil. Nejjednodušší forma teorie unaveného světla předpokládá exponenciální pokles energie fotonu se vzdáleností, kterou urazil:
{\displaystyle E(x)=E_{0}\exp \left(-{\frac {x}{R_{0}}}\right)}
kde {\displaystyle E(x)} je energie fotonu ve vzdálenosti {\displaystyle x} od zdroje světla, {\displaystyle E_{0}} je energie fotonu ve zdroji světla a {\displaystyle R_{0}} je velká konstanta charakterizující „odpor prostoru“. Aby odpovídala Hubbleovu zákonu, musí být konstanta {\displaystyle R_{0}} několik gigaparseků.  Například Zwicky zvažoval, zda by integrovaný Comptonův jev mohl vysvětlit normalizaci měřítka výše uvedeného modelu:
... světlo přicházející z vzdálených mlhovin by se posunulo k červené díky Comptonově jevu na těchto volných elektronech [v mezihvězdných prostorech] [...] Ale pak by světlo rozptýlené všemi směry učinilo mezihvězdný prostor nesnesitelně neprůhledným, což tuto vysvětlení vylučuje. [...] je zřejmé, že jakékoli vysvětlení založené na rozptylovém procesu, jako je Comptonův jev nebo Ramanův jev, atd., bude ve špatné pozici, pokud jde o dobrou definici obrazů.

Toto očekávané „rozmazání“ kosmologicky vzdálených objektů není v pozorovacích důkazech vidět, ačkoli by bylo zapotřebí mnohem větších teleskopů, než byly k dispozici v té době, aby to bylo možné s jistotou prokázat. Alternativně Zwicky navrhl jakýsi Sachs–Wolfeův efekt jako vysvětlení vztahu červeného posuvu a vzdálenosti:
Lze očekávat posun spektrálních čar kvůli rozdílu ve statickém gravitačním potenciálu na různých vzdálenostech od středu galaxie. Tento efekt samozřejmě nemá žádný vztah ke vzdálenosti pozorované galaxie od našeho vlastního systému, a proto nemůže poskytnout žádné vysvětlení jevu diskutovaného v tomto článku.

Zwickyho návrhy byly pečlivě prezentovány jako falzifikovatelné podle pozdějších pozorování:
... [a] gravitační analog Comptonova jevu [...] Je snadné vidět, že výše uvedený červený posuv by měl asymetricky rozšiřovat tyto absorpční linie směrem k červené. Pokud lze tyto linie fotografovat s dostatečně vysokým rozlišením, posunutí těžiště linie poskytne červený posuv nezávislý na rychlosti systému, z něhož je světlo emitováno.

Takové rozšíření absorpčních čar není u objektů s vysokým červeným posuvem pozorováno, což falzifikuje tuto konkrétní hypotézu.
Zwicky také poznamenává, ve stejném článku, že podle modelu unaveného světla by vztah červeného posuvu a vzdálenosti musel být přítomen ve světle ze zdrojů v rámci naší vlastní galaxie (i když by červený posuv byl tak malý, že by bylo těžké ho změřit), což se nejeví u teorie založené na recesní rychlosti. Píše, že pokud jde o zdroje světla v rámci naší galaxie: „Je obzvláště žádoucí určit červený posuv nezávisle na vlastní rychlosti pozorovaných objektů.“ Následně astronomové trpělivě mapovali třírozměrný rychlostně-polohový fázový prostor pro galaxii a zjistili, že červené posuvy a modré posuvy galaktických objektů dobře odpovídají statistickému rozložení spirální galaxie, čímž se eliminuje komponenta vnitřního červeného posuvu.
Po Zwickym v roce 1935 Edwin Hubble a Richard Tolman srovnávali recesní červený posuv s nerecesním, a psali, že
oba se přiklánějí k názoru, že pokud červený posuv není způsoben recesním pohybem, jeho vysvětlení pravděpodobně zahrne některé zcela nové fyzikální principy [... a] použití statického Einsteinova modelu vesmíru, v kombinaci s předpokladem, že fotony emitované mlhovinou ztrácejí energii na své cestě k pozorovateli nějakým neznámým efektem, který je lineární se vzdáleností, a který vede ke snížení frekvence, bez výrazného příčného odklonu.

 Tyto podmínky se staly téměř nemožné splnit a celkový úspěch obecně relativistických vysvětlení pro vztah červeného posuvu a vzdálenosti je jedním z hlavních důvodů, proč model velkého třesku zůstává kosmologií preferovanou vědci.
Na počátku 50. let Erwin Finlay-Freundlich navrhl červený posuv jako „výsledek ztráty energie pozorovanými fotony procházejícími radiačním polem“. který byl citován a argumentován jako vysvětlení pro vztah červeného posuvu a vzdálenosti v astrofyzikální teorii z roku 1962 v článku Nature profesorem fyziky University of Manchester P. F. Brownem. Významný kosmolog Ralph Asher Alpher napsal tři měsíce poté dopis časopisu Nature jako odpověď na tento návrh, kde tento přístup silně kritizoval: „Žádný obecně přijatý fyzikální mechanismus pro tuto ztrátu nebyl navržen.“ Přesto se až do tzv. „Věku precizní kosmologie“, který byl uveden výsledky z WMAP a moderními průzkumy červeného posuvu, mohly modely unaveného světla občas objevit v hlavních časopisech, včetně jednoho, který byl publikován v únoru 1979 v časopise Nature, navrhujícího „rozpad fotonů“ v zakřiveném prostoročase. který byl o pět měsíců později kritizován ve stejném časopise jako zcela neslučitelný s pozorováním gravitačního červeného posuvu pozorovaného na okraji Slunce. V roce 1986 byl v Astrophysical Journal publikován článek, který tvrdil, že teorie unaveného světla vysvětluje červený posuv lépe než kosmická expanze, ale o deset měsíců později, ve stejném časopise, byly tyto modely unaveného světla ukázány jako neslučitelné s existujícími pozorováními. Jak se kosmologická měření stala přesnějšími a statistiky v kosmologických datových sadách se zlepšily, návrhy unaveného světla byly falsifikovány, do té míry, že byla teorie v roce 2001 popsána vědeckým spisovatelem Charlesem Seifem jako „pevně na okraji fyziky před 30 lety; přesto vědci hledali přímější důkazy o expanzi kosmu“.